# 4 listopada
4 listopada jest 308. (w latach przestępnych 309.) dniem w kalendarzu gregoriańskim. Do końca roku pozostaje 57 dni.

## Święta
- Imieniny obchodzą: Agrykola, Amancjusz, Dżesika, Emeryk, Emeryka, Florus, Franciszka, Helena, Joannicjusz, Karol, Karol Boromeusz, Modesta, Mojżesz, Mszczujwoj, Mścisława, Mściwoj, Olgierd, Perpet, Perpetua, Sędomir, Sędzimir i Witalis
- Dominika – Dzień na Rzecz Wspólnoty
- Mariany Północne – Dzień Obywatelstwa
- Panama – Dzień Flagi
- Rosja – Dzień Jedności Narodowej
- Tonga – Święto Konstytucji
- Wspomnienia i święta w Kościele katolickim[1][2] obchodzą:
  - św. Emeryk (Imre), królewicz
  - św. Florus z Lodève, biskup (również 1 czerwca)
  - św. Karol Boromeusz (biskup)
  - święci Witalis i Agrykola (męczennicy)
  - św. Modesta z Trewiru (zm. ok. 680, dziewica)
  - św. Perpet z Maastricht (biskup)
  - św. Perpetua, żona św. Piotra, apostoła

## Wydarzenia w Polsce
- 1464 – Wojna trzynastoletnia: biskup warmiński Paweł Legendorf poddał Warmię królowi Kazimierzowi Jagiellończykowi.
- 1501 – II wojna litewsko-moskiewska: klęska wojsk litewskich w bitwie pod Mścisławiem.
- 1660 – IV wojna polsko-rosyjska: kapitulacja wojska moskiewskiego pod Cudnowem przed armią koronną hetmana polnego Jerzego Sebastiana Lubomirskiego.
- 1661 – IV wojna polsko-rosyjska: zwycięstwo wojsk polsko-litewskich w bitwie pod Kuszlikami.
- 1790 – Założono Cmentarz Powązkowski w Warszawie.
- 1794 – Insurekcja kościuszkowska: wojska rosyjskie zdobyły szturmem Pragę i dokonały rzezi około 20 tys. mieszkańców.
- 1807 – Otwarto Cmentarz Miejski w Kaliszu.
- 1844 – We Lwowie otwarto Akademię Techniczną (od 1920 roku Politechnika Lwowska).
- 1861 – Otwarto linię kolejową Wiedeń-Lwów.
- 1863 – Powstanie styczniowe: Rosjanie aresztowali komisarza powstańczego Michała Oskierko.
- 1881 – Założono Orkiestrę Symfoniczną im. Karola Namysłowskiego w Zamościu.
- 1903 – Założono pruską Akademię Królewską w Poznaniu.
- 1918:
  - Przejęta od zaborcy wojskowa stacja radiotelegraficzna w Krakowie nadała pierwsze radiogramy w języku polskim.
  - Rada Regencyjna powołała prowizorium rządowe Władysława Wróblewskiego.
  - Wojna polsko-ukraińska: w nocy z 3 na 4 listopada rozpoczęły się walki o Przemyśl.
- 1923 – W związku z wystąpieniami robotniczymi został wprowadzony stan wyjątkowy.
- 1943 – W niemieckim obozie koncentracyjnym na Majdanku w ramach akcji „Erntefest” („Dożynki”) rozstrzelano 18 400 Żydów (3/4 listopada).
- 1945 – Ukazało się pierwsze wydanie „Gazety Ludowej”.
- 1950 – Powstał Komitet Intelektualistów i Działaczy Katolickich.
- 1956 – Zainaugurował działalność założony przez Henryka Tomaszewskiego Wrocławski Teatr Pantomimy.
- 1965 – Zainaugurowała działalność Filharmonia Częstochowska im. Bronisława Hubermana.
- 1977 – Założono Instytut Sportu w Warszawie.
- 1981 – Doszło do spotkania Glemp-Jaruzelski-Wałęsa.
- 1983 – W Katowicach odsłonięto Pomnik Harcerzy Września.
- 1986 – 4 osoby zginęły w zderzeniu ciężarówki z pociągiem WKD w Grodzisku Mazowieckim.
- 1995 – Do polskiej procedury karnej wprowadzono instytucję świadka incognito.
- 2000 – Na antenie TVP2 wyemitowano pierwszy odcinek serialu M jak miłość.
- 2002 – Na antenie Polsatu wyemitowano pierwszy odcinek teleturnieju Awantura o kasę.
- 2004 – Na antenie Polsatu wyemitowano pierwszy odcinek serialu Pierwsza miłość

## Wydarzenia na świecie
- 1333 – Wielka powódź we Florencji.
- 1419 – Powstanie husyckie: porażka husytów w bitwie pod Živohoštem.
- 1429 – Wojska francuskie dowodzone przez Joannę d’Arc wyzwoliły po oblężeniu zajmowane przez Burgundczyków miasto Saint-Pierre-le-Moûtier.
- 1493 – Krzysztof Kolumb, jako pierwszy Europejczyk, zobaczył Gwadelupę.
- 1520 – Chrystian II Oldenburg został koronowany w katedrze Storkyrkan w Sztokholmie na króla Szwecji.
- 1576 – Wojna osiemdziesięcioletnia: wojska hiszpańskie dokonały rzezi mieszkańców protestanckiej Antwerpii (tzw. Hiszpańska Furia).
- 1597 – Irlandzka wojna dziewięcioletnia: zwycięstwo szkockiego klanu MacDonnellów nad Anglikami w bitwie pod Carrickfergus.
- 1619 – Fryderyk V „Król Zimowy” został koronowany na króla Czech.
- 1641 – Wojna osiemdziesięcioletnia: zwycięstwo floty hiszpańskiej nad holenderską w bitwie koło Przylądka Świętego Wincentego.
- 1677 – Przyszła królowa angielska i szkocka Maria II Stuart wyszła za mąż za Wilhelma III Orańskiego.
- 1737 – Otwarto Teatro di San Carlo w Neapolu.
- 1780 – Podczas powstania antyhiszpańskiego jego przywódca Tupac Amaru II wkroczył na czele 10 tys. Indian do swej rodzinnej Tinty, gdzie osądził i skazał na śmierć miejscowego hiszpańskiego urzędnika ds. Indian za przekraczanie swoich kompetencji i tyranię wobec mieszkańców regionu.
- 1783 – W Linzu odbyła się premiera XXXVI Symfonii Wolfganga Amadeusa Mozarta.
- 1791 – Wojna z Indianami Północnego Zachodu: konfederacja plemion indiańskich pokonała armię amerykańską w bitwie nad Wabash River.
- 1813 – Rozwiązano Związek Reński.
- 1814 – Na mocy zawartej 14 stycznia unii personalnej król Szwecji Karol XIII został (jako Karol II) królem Norwegii.
- 1825 – Ukończono budowę Kanału Erie, części szlaku wodnego między Wielkimi Jeziorami i Atlantykiem.
- 1832 – W Paryżu ukazało się pierwsze wydanie czasopisma emigracyjnego „Pielgrzym Polski“.
- 1840:
  - II wojna egipsko-turecka: siły brytyjsko-francusko-austriacko-tureckie zdobyły Akkę.
  - William Hobson ogłosił niezależność kolonialną Nowej Zelandii od Nowej Południowej Walii.
- 1842 – Przyszły prezydent USA Abraham Lincoln poślubił Mary Todd.
- 1852 – Camillo Cavour został premierem Królestwa Sardynii.
- 1853 – Wojna krymska: zwycięstwo wojsk osmańskich nad rosyjskimi w bitwie pod Olteniţą.
- 1856 – James Buchanan wygrał wybory prezydenckie w USA.
- 1861 – Założono Uniwersytet Waszyngtoński w Seattle, największy na północnym zachodzie USA.
- 1862 – Amerykanin Richard Gatling opatentował karabin maszynowy.
- 1864 – Wojna secesyjna: rozpoczęła się dwudniowa bitwa pod Johnsonville (Tennessee), zakończona zdecydowanym zwycięstwem Konfederatów.
- 1869 – W Londynie ukazało się pierwsze wydanie czasopisma „Nature”.
- 1871 – James Skivring Smith został prezydentem Liberii.
- 1875:
  - Francuski astronom Prosper Henry odkrył planetoidę (154) Bertha.
  - Król Jerzy Tupou I ogłosił konstytucję Tonga.
- 1877 – W Portugalii otwarto kolejowy most żelazny Maria Pia przez rzekę Duero.
- 1879 – Amerykanin James Jacob Ritty opatentował kasę automatyczną.
- 1884 – Grover Cleveland wygrał wybory prezydenckie w USA.
- 1894 – Niemiecki astronom Max Wolf odkrył planetoidy: (392) Wilhelmina i (393) Lampetia.
- 1900 – W Kassel założono Niemiecki Związek Rugby.
- 1904 – We Francji wybuchła tzw. afera fiszkowa, dotycząca pomijania praktykujących katolików przy awansach wojskowych.
- 1905:
  - Pod wpływem strajków i protestów społecznych car Rosji Mikołaj II Romanow anulował wprowadzone w ostatnich latach ograniczenia autonomii Finlandii.
  - Założono Niemiecki Związek Narciarski.
- 1911:
  - Paryski dziennik „Le Journal” opublikował artykuł o romansie Marii Skłodowskiej-Curie i fizyka Paula Langevina, co wywołało nagonkę na Skłodowską-Curie, oskarżaną o „rozbijanie zdrowej francuskiej rodziny”.
  - Podpisano porozumienie francusko-niemieckie, w którym strona niemiecka zrezygnowała z pretensji do Maroka w zamian za terytorium o powierzchni 275 tys. km² w Kongu oraz działalność firm niemieckich w Maroku na równych prawach z francuskimi.
- 1912 – Rząd niepodległej Ikarii zdecydował o przyłączeniu wyspy do Grecji.
- 1918 – I wojna światowa: Austro-Węgry podpisały akt kapitulacji.
- 1921:
  - Premier Japonii Takashi Hara został zasztyletowany na dworcu w Tokio przez związanego z prawicą zwrotniczego kolejowego Kon'ichiego Nakaokę.
  - W Niemczech utworzono Oddziały Szturmowe NSDAP.

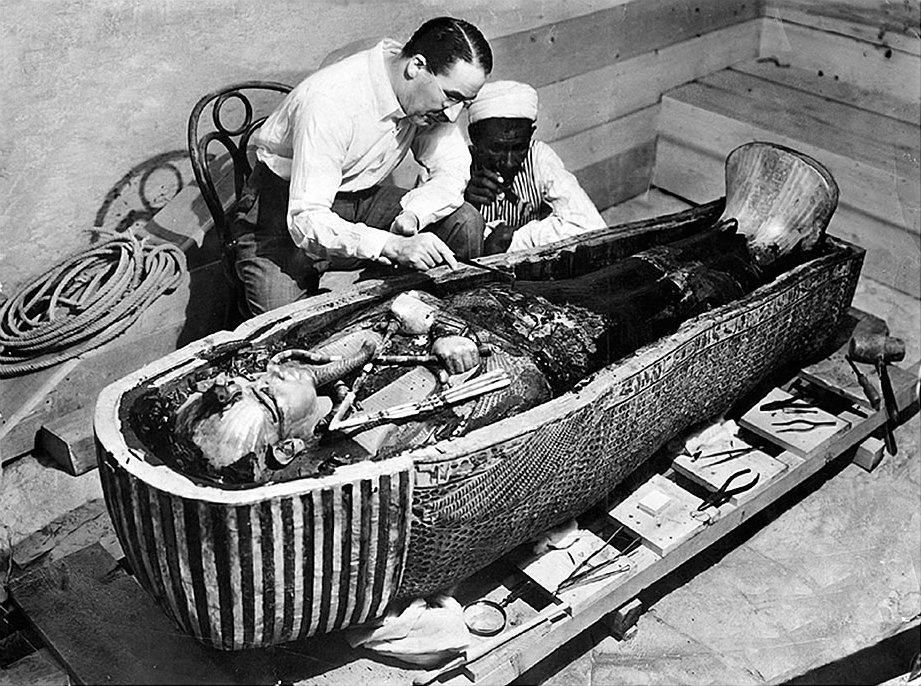

- 1922 – Brytyjski archeolog Howard Carter odkrył grobowiec egipskiego faraona Tutanchamona.
- 1923 – Założono Norweską Partię Komunistyczną (NKP).
- 1924:
  - Calvin Coolidge wygrał wybory prezydenckie w USA.
  - Stanley Baldwin został po raz drugi premierem Wielkiej Brytanii.
  - W Dreźnie odbyła się premiera opery Intermezzo Richarda Straussa.
- 1926 – Późniejszy król Belgów Leopold III Koburg ożenił się ze szwedzką księżniczką Astrid.
- 1934 – Dokonano oblotu niemieckiego bombowca Junkers Ju 86.
- 1939 – Prezydent USA Franklin Delano Roosevelt podpisał ustawę Cash and carry, zezwalającą państwom prowadzącym wojnę na zakup amerykańskiej broni za gotówkę i przewóz jej na własnych statkach.
- 1940 – Zamknięto polską ambasadę w Bukareszcie.
- 1942 – II wojna światowa w Afryce: decydujące zwycięstwo aliantów w II bitwie pod El Alamein.
- 1944:
  - W Budapeszcie niemieccy saperzy omyłkowo wysadzili część Mostu Małgorzaty.
  - Została wyzwolona Bitola w Macedonii.
- 1946:
  - Josef Beran został nominowany na arcybiskupa praskiego.
  - Partia Republikańska zwyciężyła w wyborach do Kongresu USA.
- 1950 – W Rzymie została uchwalona Europejska konwencja praw człowieka.
- 1952 – Gen. Dwight Eisenhower wygrał wybory prezydenckie w USA.
- 1956 – Rozpoczęła się interwencja wojsk radzieckich w celu stłumienia rewolucji na Węgrzech.
- 1958 – Odbyła się koronacja papieska Jana XXIII.
- 1961 – Wystartował włoski kanał telewizyjny Rai 2.
- 1962:
  - Nieudana próba wystrzelenia radzieckiej sondy marsjańskiej Sputnik 24.
  - USA przeprowadziły ostatni próbny wybuch atomowy w atmosferze.
- 1964:
  - Ajatollah Ruhollah Chomejni został wydalony z Iranu i udał się do Turcji.
  - Premiera francuskiej komedii kryminalnej Fantomas w reżyserii André Hunebelle’a.
- 1966:
  - Egipt i Syria zawarły antyizraelski sojusz wojskowy.
  - We Florencji wylała rzeka Arno, zatapiając miasto sześciometrową falą powodziową i niszcząc wiele zabytków.
- 1967 – W Moskwie zakończono budowę wieży telewizyjnej Ostankino, najwyższej wówczas budowli na świecie.
- 1970:
  - Samolot pasażerski Concorde po raz pierwszy przekroczył dwukrotną prędkość dźwięku.
  - W Los Angeles została uwolniona 13-letnia Genie, więziona do tej pory przez rodzinę w swym pokoju bez kontaktu z otoczeniem.
- 1973 – W Holandii z powodu kryzysu naftowego wprowadzono obowiązkowe „niedziele bez samochodów”.
- 1974 – Rozpoczęto budowę parku-pomnika przyjaźni bułgarsko-radzieckiej w Warnie.
- 1979 – Irańscy studenci zajęli amerykańską ambasadę w Teheranie i wzięli jej personel jako zakładników.
- 1980 – Ronald Reagan wygrał wybory prezydenckie w USA.
- 1981 – W kierunku Wenus została wystrzelona radziecka sonda Wenera 14.
- 1982 – Ruud Lubbers został premierem Holandii.
- 1983 – Wojna libańska: ponad 60 osób zginęło w samobójczym ataku na żołnierzy izraelskich w mieście Tyr.
- 1984:
  - W Nikaragui odbyły się pierwsze demokratyczne wybory generalne, w których zwyciężyli rządzący sandiniści i ich przywódca, urzędujący prezydent Daniel Ortega.
  - Wystartowała francuska telewizja kodowana Canal+.
  - Założono amerykańską firmę komputerową Dell.
- 1989:
  - W Berlinie Wschodnim doszło do największej w historii NRD antyrządowej demonstracji z udziałem 500-700 tys. osób.
  - Weszło w życie porozumienie z Taif kończące libańską wojnę domową.
- 1993 – Jean Chrétien został premierem Kanady.
- 1995 – Po zakończeniu wiecu pokojowego w Tel Awiwie żydowski ultraprawicowiec Jigal Amir zastrzelił premiera Izraela Icchaka Rabina.
- 2002 – Idrissa Seck został premierem Senegalu.
- 2003:
  - Artur Rasi-Zade został po raz drugi premierem Azerbejdżanu.
  - Zaobserwowano najpotężniejszy w historii rozbłysk słoneczny.
- 2004 – Rosja ratyfikowała Protokół z Kioto.
- 2007 – Álvaro Colom zwyciężył w II turze wyborów prezydenckich w Gwatemali.
- 2008:
  - Barack Obama został wybrany na pierwszego czarnoskórego prezydenta USA.
  - Johnson Toribiong został wybrany na urząd prezydenta Palau.
- 2009 – Papież Benedykt XVI wydał konstytucję apostolską Anglicanorum coetibus, powołująca ordynariaty personalne dla anglikanów, którzy chcą uznać zwierzchnictwo papieża i zachować jednocześnie elementy dotychczasowej tradycji liturgicznej.
- 2010 – 68 osób zginęło w katastrofie lotu Aero Caribbean 883 w Guasimal na Kubie.
- 2011 – W Niemczech ujawniono serię morderstw popełnionych przez członków neonazistowskiego Narodowosocjalistycznego Podziemia (NSU).
- 2014 – Na terenie byłego niemieckiego obozu koncentracyjnego Sachsenhausen pod Berlinem odsłonięto pomnik poświęcony pamięci gen. Stefana Roweckiego, zamordowanego tam w 1944 roku.
- 2015:
  - 41 osób zginęło, a 2 zostały ranne w katastrofie samolotu An-12 krótko po starcie z lotniska w stolicy Sudanu Południowego, Dżubie.
  - Justin Trudeau został premierem Kanady.
  - Premier Rumunii Victor Ponta podał się do dymisji w wyniku protestów społecznych po pożarze klubu nocnego w Bukareszcie z 30 października, w którym zginęły 64 osoby, a 147 odniosło obrażenia.
- 2023 – Russell Dlamini został premierem Eswatini.

## Urodzili się
- 1265 – Alfons III Liberalny, król Aragonii, hrabia Barcelony (zm. 1291)
- 1448 – Alfons II, król Neapolu (zm. 1495)
- 1470 – (lub 2 listopada) Edward V York, król Anglii (zm. 1483)
- 1501 – Pietro Bertani, włoski duchowny katolicki, biskup Fano, kardynał (zm. 1558)
- 1509 – Jan Podiebradowicz, książę oleśnicki i ziębicki, hrabia szydłowiecki (zm. 1565)
- 1522 – Albert de Gondi, francuski dowódca wojskowy, marszałek Francji pochodzenia włoskiego (zm. 1602)
- 1536 – Maso da San Friano, włoski malarz, grafik (zm. 1571)
- 1569 – Guillén de Castro, hiszpański poeta (zm. 1631)
- 1575 – Guido Reni, włoski malarz (zm. 1642)
- 1577 – François Le Clerc du Tremblay, francuski kapucyn, polityk, poeta (zm. 1638)
- 1578 – Wolfgang Wilhelm Wittelsbach, hrabia palatyn i książę Palatynatu-Neuburg (zm. 1653)
- 1592 – Gerrit van Honthorst, holenderski malarz, rysownik (zm. 1656)
- 1598 – Ernst Adalbert von Harrach, austriacki duchowny katolicki, arcybiskup metropolita praski i prymas Czech, biskup trydencki (zm. 1667)
- 1631 – Maria Stuart, księżniczka angielska, księżna Oranii-Nassau (zm. 1660)
- 1640 – Carlo Mannelli, włoski kompozytor, skrzypek (zm. 1697)
- 1652 – Marc-René de Voyer de Paulmy d’Argenson, francuski polityk (zm. 1721)
- 1655 – William Musgrave, angielski lekarz, fizyk, historyk, pisarz (zm. 1721)
- 1658 – Sulchan Saba Orbeliani, gruziński mnich prawosławny, poeta, dyplomata (zm. 1725)
- 1661 – Karol III Filip Wittelsbach, elektor Palatynatu (zm. 1742)
- 1675 – Leopold Tempes, czeski jezuita, misjonarz, nauczyciel (zm. 1742)
- 1688 – Anton Kasutnik, słoweński jezuita, pisarz (zm. 1745)
- 1690 – Guillaume-Hyacinthe Bougeant, francuski jezuita, historyk (zm. 1743)
- 1695 – Fabrizio Serbelloni, włoski duchowny katolicki, biskup Albano i Ostii, kardynał (zm. 1775)
- 1704 – Gottfried Reyger, niemiecki botanik, fizyk, zoolog, meteorolog, astronom, podróżnik (zm. 1788)
- 1720 – Jean Baptiste Christian Fusée-Aublet, francuski farmaceuta, botanik, odkrywca (zm. 1778)
- 1729 – William Bradford, amerykański lekarz, prawnik, polityk, senator (zm. 1808)
- 1731 – Maria Józefa Wettyn, królewna polska, księżniczka saska, delfina Francji (zm. 1767)
- 1732 – Thomas Johnson, amerykański prawnik, polityk (zm. 1819)
- 1765 – Pierre-Simon Girard, francuski matematyk (zm. 1836)
- 1770 – François Pouqueville, francuski dyplomata, pisarz, badacz, lekarz, historyk (zm. 1838)
- 1772 – Franciszek Ksawery Christiani, polski inżynier, budowniczy dróg (zm. 1842)
- 1775 – Friedrich Theodor von Merckel, pruski polityk (zm. 1846)
- 1779 – Jan Willem Pieneman, holenderski malarz, pedagog (zm. 1853)
- 1780 – Philippe-Paul de Ségur, francuski hrabia, generał, historyk (zm. 1873)
- 1782 – John Branch, amerykański polityk, dyplomata, senator (zm. 1863)
- 1784 – Joseph Bové, rosyjski architekt pochodzenia włoskiego (zm. 1834)
- 1786 – Stratford Canning, brytyjski arystokrata, dyplomata (zm. 1880)
- 1787 – Johan Wilhelm Dalman, szwedzki przyrodnik, wykładowca akademicki (zm. 1828)
- 1790 – Carlos Antonio López, paragwajski polityk, prezydent Paragwaju (zm. 1862)
- 1792 – Teodor Urbański, polski inżynier budownictwa wodnego (zm. 1850)
- 1793 – Johann Ender, austriacki malarz (zm. 1854)
- 1797:
  - Carlo Blasis, włoski tancerz, choreograf (zm. 1878)
  - Karol Kuczyński, polski kapitan, uczestnik powstania listopadowego (zm. 1863)
- 1801:
  - Seweryn Goszczyński, polski działacz społeczny, rewolucjonista, poeta, prozaik, publicysta (zm. 1876)
  - Ambrose Hundley Sevier, amerykański polityk (zm. 1848)
- 1806 – Karl Friedrich Mohr, niemiecki farmaceuta, chemik (zm. 1879)
- 1809 – (lub 1808) Richard Roepell, niemiecki historyk (zm. 1893)
- 1812 – James Alipius Goold, irlandzki duchowny katolicki, arcybiskup Melbourne (zm. 1886)
- 1818:
  - Konstantin Kawielin, rosyjski prawnik, historyk, socjolog (zm. 1885)
  - Alexander Lawton, amerykański prawnik, polityk, generał-brygadier konfederacki (zm. 1896)
- 1822:
  - Aleksandr Apuchtin, rosyjski urzędnik, kurator warszawskiego okręgu szkolnego (zm. 1903)
  - Karol Kaczkowski, polski prawnik, adwokat, działacz samorządowy i społeczny (zm. 1884)
- 1823 – Karol Klobassa-Zrencki, polski ziemianin, przemysłowiec, filantrop (zm. 1886)
- 1824 – Pierre-Ferdinand Vitte, francuski duchowny katolicki, misjonarz, wikariusz apostolski Nowej Kaledonii (zm. 1883)
- 1829 – Philip Lutley Sclater, brytyjski prawnik, zoolog (zm. 1913)
- 1830:
  - Karol Kalita, polski pułkownik, uczestnik powstania styczniowego (zm. 1919)
  - Paul Topinard, francuski lekarz, antropolog (zm. 1911)
- 1833 – Jan Luśtych, mazurski poeta ludowy (zm. 1901)
- 1836:
  - Stanisław Chodyński, polski duchowny katolicki, historyk Kościoła (zm. 1919)
  - Zenon Chodyński, polski duchowny katolicki, historyk Kościoła (zm. 1887)
  - Eduardo Rosales, hiszpański malarz (zm. 1873)
- 1837 – Stanisław von Kowalski, polski generał w służbie austro-węgierskiej (zm. 1908)
- 1840 – Dymitr Karakozow, rosyjski zamachowiec (zm. 1866)
- 1841:
  - Giuseppe Callegari, włoski duchowny katolicki, biskup Padwy, kardynał (zm. 1906)
  - Karol Tausig, polski pianista, kompozytor pochodzenia czeskiego (zm. 1871)
- 1843 – Carlo Caputo, włoski duchowny katolicki, biskup Monopoli i Aversy, prałat terytorialny Acquaviva delle Fonti i Altamury (zm. 1908)
- 1844:
  - Edward Dannreuther, brytyjski krytyk muzyczny, pianista pochodzenia niemieckiego (zm. 1905)
  - Sheng Xuanhuai, chiński przedsiębiorca, polityk (zm. 1916)
- 1846 – Gaston Serpette, francuski kompozytor (zm. 1904)
- 1847:
  - August, infant portugalski, książę Coimbry (zm. 1889)
  - Mór Déchy, węgierski geograf, podróżnik, pionier fotografii wysokogórskiej, taternik, alpinista (zm. 1917)
- 1848:
  - Karol Antoni Lanckoroński, polski hrabia, polityk, historyk sztuki (zm. 1933)
  - Ksawery Tatarkiewicz, polski prawnik, adwokat, publicysta (zm. 1903)
- 1853:
  - Constantin von Monakow, szwajcarski neurolog, neuroanatom, neuropatolog, wykładowca akademicki pochodzenia rosyjsko-polskiego (zm. 1930)
  - Carlos R. Tobar, ekwadorski pisarz, dyplomata, polityk (zm. 1920)
- 1858 – Aleksandra Słomińska, polska nauczycielka, działaczka społeczna (zm. 1954)
- 1859 – Stanisław Niewiadomski, polski kompozytor, pedagog (zm. 1936)
- 1860 – Robert Drews, polski duchowny baptystyczny (zm. 1947)
- 1863 – Max Verworn, niemiecki fizjolog (zm. 1921)
- 1865:
  - Max Halbe, niemiecki dramaturg (zm. 1944)
  - Karol Niezabytowski, polski ziemianin, polityk, minister rolnictwa (zm. 1952)
  - Władysław Turczynowicz-Wyżnikiewicz, polski lekarz weterynarii, epizootiolog, bakteriolog (zm. 1904)
- 1866 – Carlo Cremonesi, włoski kardynał (zm. 1943)
- 1868:
  - Camille Jenatzy, belgijski kierowca wyścigowy (zm. 1913)
  - Carolina Otero, hiszpańska aktorka, tancerka, kurtyzana (zm. 1965)
- 1869:
  - Alojzy Dworzaczek, polski muzyk, kompozytor, dyrygent, pedagog pochodzenia czeskiego (zm. 1931)
  - Karol Raczkowski, polski inżynier chemik, polityk (zm. 1959)
  - Aleksandr Samojło, radziecki generał porucznik (zm. 1963)
- 1872:
  - Tadeusz Okoń, polski malarz (zm. 1957)
  - Antoni Uruski, polski pianista, kompozytor, pedagog (zm. 1934)
- 1873:
  - Carlos Mendieta, kubański pułkownik, polityk, prezydent Kuby (zm. 1960)
  - George Edward Moore, brytyjski filozof, wykładowca akademicki (zm. 1958)
- 1875:
  - Tadeusz Bramiński, polski komandor porucznik (zm. 1943)
  - Arthur Crispien, niemiecki polityk (zm. 1946)
- 1876 – Donald Walter Cameron of Lochiel, szkocki arystokrata, posiadacz ziemski, wojskowy (zm. 1951)
- 1877:
  - Tomasz Arciszewski, polski działacz socjalistyczny, polityk, poseł na Sejm i premier RP na uchodźstwie (zm. 1955)
  - Jules Laroche, polski dyplomata (zm. 1961)
- 1878:
  - José Ángel Berraondo, hiszpański piłkarz, trener (zm. 1950)
  - Stanisław Karol Władyczko, polski neurolog, psychiatra (zm. 1936)
- 1879:
  - Leonid Fiodorow, rosyjski duchowny, pierwszy egzarcha Kościoła katolickiego obrządku bizantyjsko-rosyjskiego, męczennik, błogosławiony (zm. 1935)
  - Irena Pannenkowa, polska filozof, dziennikarka, działaczka niepodległościowa (zm. 1969)
  - Will Rogers, amerykański aktor, komik, dziennikarz (zm. 1935)
- 1880:
  - Johan Jarlén, szwedzki gimnastyk, architekt (zm. 1955)
  - Bertalan Pór, węgierski malarz, grafik pochodzenia żydowskiego (zm. 1964)
- 1881:
  - Carlo Chiarlo, włoski kardynał, nuncjusz apostolski (zm. 1964)
  - Martin Pappenheim, austriacki neurolog, psychiatra (zm. 1943)
- 1883:
  - Nikolaos Plastiras, grecki generał porucznik, polityk (zm. 1953)
  - Władimir Wasilew, bułgarski publicysta, krytyk literacki (zm. 1963)
- 1884:
  - Harry Ferguson, irlandzki inżynier, wynalazca (zm. 1960)
  - Claes Johansson, szwedzki zapaśnik (zm. 1949)
  - Helena Serbska, serbska księżniczka (zm. 1962)
  - George Underwood, amerykański lekkoatleta, średnio- i długodystansowiec (zm. 1943)
- 1887 – Zmicier Żyłunowicz, białoruski pisarz, polityk, działacz komunistyczny, premier Białoruskiej SRR (zm. 1937)
- 1888 – Otto Gelsted, duński poeta, krytyk sztuki (zm. 1968)
- 1889 – Piotr Guzakow, radziecki dowódca wojskowy, polityk (zm. 1944)
- 1890:
  - Alfred Henschke, niemiecki dramaturg, poeta (zm. 1928)
  - Józef Kluss, polski malarz, historyk sztuki, filozof, konserwator zabytków (zm. 1967)
  - Saadi Mounla, libański polityk, premier Libanu (zm. 1975)
- 1891:
  - Kazimierz Beroński, polski aktor (zm. 1968)
  - Maria Maravillas od Jezusa, hiszpańska karmelitanka, święta (zm. 1974)
  - Piotr Miętkiewicz, polski nauczyciel, polityk, prezydent Bytomia (zm. 1957)
- 1892 – Karol Jastrzębski, polski wojskowy, kawaler Orderu Virtuti Militari (zm. 1944)
- 1895:
  - Jerzy Jagiełło, polski major (zm. 1941)
  - Wasyl Kuczabski, ukraiński historyk, publicysta, polityk (zm. 1971)
- 1897 – Charles Lacquehay, francuski kolarz torowy i szosowy (zm. 1975)
- 1899 – Nicolas Frantz, luksemburski kolarz szosowy (zm. 1985)
- 1900:
  - Lucrețiu Pătrășcanu, rumuński polityk komunistyczny (zm. 1954)
  - Siergiej Wasiliew, rosyjski reżyser i scenarzysta filmowy (zm. 1959)
  - Kazimierz Zakrzewski, polski historyk, publicysta (zm. 1941)
- 1901 – Spiridon Marinatos, grecki archeolog (zm. 1974)
- 1902:
  - Irena Horecka, polska aktorka (zm. 1978)
  - Leonard Sempoliński, polski fotograf, malarz (zm. 1988)
- 1903:
  - Boris Arbuzow, rosyjski chemik (zm. 1991)
  - Watchman Nee, chiński kaznodzieja chrześcijański (zm. 1972)
- 1904:
  - Umar at-Tilmisani, egipski adwokat, polityk (zm. 1986)
  - Karola Uniechowska, polska lekarka, ochotniczka Pomocniczej Służby Kobiet (zm. 1955)
  - Tadeusz Żyliński, polski inżynier włókiennictwa (zm. 1967)
- 1905 – Dragutin Tadijanović, chorwacki poeta (zm. 2007)
- 1906:
  - Siegfried Borris, niemiecki kompozytor, muzykolog, pedagog (zm. 1987)
  - Arnold Cooke, brytyjski kompozytor (zm. 2005)
  - Stanley Smith Stevens, amerykański psycholog (zm. 1973)
- 1907:
  - Károly Bartha, węgierski pływak (zm. 1991)
  - Kazimierz Krysiak, polski biolog (zm. 1977)
  - Józef Karol Lasocki, polski kompozytor, dyrygent, pedagog (zm. 1996)
- 1908:
  - Józef Rotblat, brytyjski fizyk, radiobiolog, laureat Pokojowej Nagrody Nobla pochodzenia polsko-żydowskiego (zm. 2005)
  - Stanisław Ziemba, polski dziennikarz, polityk, poseł na Sejm PRL (zm. 1972)
- 1909:
  - Dixie Lee, amerykańska aktorka, piosenkarka, tancerka (zm. 1952)
  - Bertram Patenaude, amerykański piłkarz (zm. 1974)
- 1910:
  - Konstanty Ludwikowski, polski artysta fotograf (zm. 1965)
  - Konstantin Nowikow, radziecki polityk (zm. 1974)
- 1911 – Dmytro Klaczkiwski, ukraiński działacz nacjonalistyczny, pułkownik UPA (zm. 1945)
- 1912 – Ma Wenrui, chiński polityk (zm. 2004)
- 1913 – Jelizawieta Bykowa, rosyjska szachistka (zm. 1989)
- 1914:
  - Carlos Castillo Armas, gwatemalski polityk, prezydent Gwatemali (zm. 1957)
  - Aleksandr Szabalin, radziecki kontradmirał (zm. 1982)
- 1915:
  - Imrich Gablech, słowacki pilot wojskowy (zm. 2016)
  - Władysław Strzelecki, polski poeta, prozaik, tłumacz (zm. 2000)
  - Wee Kim Wee, singapurski polityk, prezydent Singapuru (zm. 2005)
- 1916:
  - John Basilone, amerykański żołnierz (zm. 1945)
  - Walter Cronkite, amerykański dziennikarz i prezenter telewizyjny (zm. 2009)
  - Ruth Handler, amerykańska bizneswoman pochodzenia żydowskiego (zm. 2002)
- 1917 – Virginia Field, brytyjska aktorka (zm. 1992)
- 1918:
  - Art Carney, amerykański aktor (zm. 2003)
  - Rudi Kolak, jugosłowiański polityk (zm. 2004)
  - Cameron Mitchell, amerykański aktor (zm. 1994)
- 1919:
  - Martin Balsam, amerykański aktor pochodzenia żydowskiego (zm. 1996)
  - Joel Thomas Broyhill, amerykański przedsiębiorca, polityk (zm. 2006)
  - Shirley Mitchell, amerykańska aktorka (zm. 2013)
  - Eric Thompson, brytyjski kierowca wyścigowy (zm. 2015)
- 1921:
  - Zbigniew Kuźmiński, polski reżyser filmowy, telewizyjny i teatralny, scenarzysta (zm. 2005)
  - Sam Wagstaff, amerykański mecenas, kolekcjoner dzieł sztuki (zm. 1987)
- 1922:
  - Stanisław Fijałkowski, polski malarz, grafik (zm. 2020)
  - Leonard Pecyna, polski podharcmistrz, żołnierz AK, podporucznik, uczestnik powstania warszawskiego (zm. 1944)
  - Maria Żmigrodzka, polska historyk i krytyk literatury (zm. 2000)
- 1923:
  - Freddy Heineken, holenderski producent piwa (zm. 2002)
  - Gunnar Huseby, islandzki lekkoatleta, kulomiot i dyskobol (zm. 1995)
  - Karol Obidniak, polski aktor, reżyser teatralny, dramaturg (zm. 1992)
- 1924:
  - Irena Byszewska, polska aktorka (zm. 2017)
  - Roman Ciesielski, polski inżynier, wykładowca akademicki, polityk, senator RP (zm. 2004)
  - Tadeusz Obroniecki, polski generał dywizji (zm. 2002)
  - Guillermo Rodríguez Lara, ekwadorski generał, szef junty
- 1925:
  - Teodor Anioła, polski piłkarz (zm. 1993)
  - Franz Xaver Eder, niemiecki duchowny katolicki, biskup pasawski (zm. 2013)
  - Leopoldo Elia, włoski prawnik, polityk, minister spraw zagranicznych (zm. 2008)
  - Bibiana Khampai, tajska męczennica i błogosławiona katolicka (zm. 1940)
  - Ryszard Kiersnowski, polski historyk, numizmatyk (zm. 2006)
  - Doris Roberts, amerykańska aktorka (zm. 2016)
  - Aleksandra Śląska, polska aktorka teatralna i filmowa (zm. 1989)
- 1926 – Stanisław Szpikowski, polski fizyk teoretyk (zm. 2014)
- 1927:
  - Bill Calhoun, amerykański koszykarz (zm. 2024)
  - Jerzy Ociepka, polski polityk, poseł na Sejm PRL (zm. 2019)
- 1928:
  - Zeke Jabbour, amerykański brydżysta, pisarz (zm. 2023)
  - Norman Kretzmann, amerykański filozof (zm. 1998)
  - Jolanta Kulpińska, polska socjolog
  - George Stanich, amerykański lekkoatleta, skoczek wzwyż
- 1929:
  - Anastazy, albański duchowny prawosławny, arcybiskup Tirany i całej Albanii (zm. 2025)
  - Leopold Gratz, austriacki polityk, dyplomata, burmistrz Wiednia, minister spraw zagranicznych (zm. 2006)
- 1930:
  - Dick Groat, amerykański baseballista, koszykarz (zm. 2023)
  - Kate Reid, brytyjska aktorka (zm. 1993)
- 1931:
  - Maciej Gutowski, polski historyk sztuki (zm. 1998)
  - Bernard Law, amerykański duchowny katolicki, arcybiskup Bostonu, kardynał (zm. 2017)
  - Bohdan Staszynski, ukraiński oficer KGB, zawodowy zabójca
  - Andrzej Żarnowiecki, polski grafik, rzeźbiarz, ekslibrisista
- 1932:
  - Marian Gapiński, polski botanik, ogrodnik, mykolog (zm. 2021)
  - Thomas Klestil, austriacki polityk, prezydent Austrii (zm. 2004)
  - Janusz Roszko, polski pisarz, dziennikarz (zm. 1995)
- 1933:
  - Charles K. Kao, chiński fizyk, laureat Nagrody Nobla (zm. 2018)
  - Chukwuemeka Odumegwu Ojukwu, nigeryjski polityk, pierwszy prezydent Republiki Biafra (zm. 2011)
  - Bogdan Walendziak, polski łyżwiarz szybki, działacz sportowy (zm. 2017)
- 1934:
  - Michał Głowiński, polski pisarz, teoretyk i historyk literatury (zm. 2023)
  - Miroslav Ondříček, czeski operator filmowy (zm. 2015)
- 1935:
  - Tadeusz Fiszbach, polski nauczyciel akademicki, polityk, dyplomata, poseł na Sejm PRL, wicemarszałek Sejmu kontraktowego
  - Michaił Jermołajew, rosyjski piłkarz, trener
  - Pio Vittorio Vigo, włoski duchowny katolicki, biskup Acireale, arcybiskup ad personam (zm. 2021)
  - Daniel Williams, grenadyjski prawnik, urzędnik państwowy, polityk, gubernator generalny Grenady (zm. 2024)
- 1936:
  - Didier Ratsiraka, malgaski wojskowy, polityk, prezydent Madagaskaru (zm. 2021)
  - Jan Tříska, czeski aktor (zm. 2017)
- 1937:
  - Em Bryant, amerykański koszykarz
  - Halina Krzyżańska, polska lekkoatletka
  - Loretta Swit, amerykańska aktorka (zm. 2025)
  - Romano Voltolina, włoski piłkarz (zm. 2023)
- 1938:
  - Witalij Dyrdyra, ukraiński żeglarz sportowy (zm. 2024)
  - Jorge Manicera, urugwajski piłkarz (zm. 2012)
  - Joachim Masarczyk, polski górnik, inżynier, polityk, poseł na Sejm PRL (zm. 2024)
  - Anna Matczak, polska psycholog, profesor nauk humanistycznych
  - Salvatore Morale, włoski lekkoatleta, płotkarz
  - Joe Pytka, amerykański reżyser teledysków, reklam i filmów
- 1939:
  - Günter Bernard, niemiecki piłkarz, bramkarz
  - Andrzej Jesień, polski lekkoatleta, sprinter i płotkarz (zm. 2017)
  - Moustapha Niasse, senegalski polityk, dyplomata, premier Senegalu
  - Emīlija Sonka, łotewska kolarka torowa i szosowa
- 1940:
  - Odette Ducas, francuska lekkoatletka
  - Marlène Jobert, francuska aktorka
  - Magda Kósáné Kovács, węgierska nauczycielka, polityk, minister pracy, eurodeputowana (zm. 2020)
  - Manuel Ojeda, meksykański aktor (zm. 2022)
- 1941:
  - Raúl Bernao, argentyński piłkarz (zm. 2007)
  - Ada Gabrieljan, ormiańska malarka
  - Luciano Pacomio, włoski duchowny katolicki, biskup Mondovi
  - Karol Sawicki, polski dziennikarz, filolog, germanista
  - Janusz Wałek, polski historyk sztuki, poeta (zm. 2018)
- 1942:
  - Rudolf Belin, chorwacki piłkarz, trener
  - Ulrich Lind, niemiecki strzelec sportowy
  - Izydor Matuszewski, polski paulin
  - Setsuko Yoshida, japońska siatkarka
- 1943:
  - Jadwiga Giżycka-Koprowska, polska prawnik, adwokat, polityk, poseł na Sejm PRL (zm. 2022)
  - Clark Graebner, amerykański tenisista
  - Bob Wollek, francuski kierowca wyścigowy (zm. 2001)
- 1944:
  - Linda Gary, amerykańska aktorka (zm. 1995)
  - Jerzy Juk-Kowarski, polski scenograf teatralny
  - Jerzy Król, polski aktor (zm. 2020)
- 1945:
  - Carlos López Hernández, hiszpański duchowny katolicki, biskup Salamanki
  - Teodor Napierała, polski piłkarz, trener
  - Jürgen Roth, niemiecki dziennikarz śledczy, publicysta, reportażysta (zm. 2017)
  - Swietlana Zerling, polska rzeźbiarka, ceramiczka
- 1946:
  - Elżbieta Bednarczuk, polska strzelczyni sportowa
  - Laura Bush, amerykańska pierwsza dama
  - Marek Lewandowski, polski aktor
  - Robert Mapplethorpe, amerykański fotograf (zm. 1989)
  - Luciana Serra, włoska śpiewaczka operowa (sopran koloraturowy)
- 1947:
  - Roman Micnas, polski fizyk, wykładowca akademicki (zm. 2022)
  - Aleksiej Ułanow, rosyjski łyżwiarz figurowy
  - John Yarmuth, amerykański polityk, kongresmen
- 1948:
  - Adam Aleksander Bielawski, polski perkusista, skrzypek, wokalista (zm. 2015)
  - Sza’ul Mofaz, izraelski generał, polityk
  - Mulamba Mutumbula Ndaye, kongijski piłkarz (zm. 2019)
  - Ewa Śliwa-Owczarek, polska malarka, scenografka, projektantka wnętrz, pedagog (zm. 2002)
  - Amadou Toumani Touré, malijski wojskowy, polityk, prezydent Mali (zm. 2020)
  - Jan Tyrawa, polski duchowny katolicki, biskup pomocniczy wrocławski, biskup bydgoski
- 1949:
  - Mansueto Bianchi, włoski duchowny katolicki, biskup Pistoi (zm. 2016)
  - Abdudżalil Samadow, tadżycki polityk, premier Tadżykistanu (zm. 2004)
  - Zbigniew Sieczkoś, polski prawnik, polityk, wojewoda rzeszowski i podkarpacki
- 1950:
  - Charles Frazier, amerykański pisarz
  - Gábor Kuncze, węgierski polityk
  - Markie Post, amerykańska aktorka (zm. 2021)
  - Benny Wendt, szwedzki piłkarz
  - Jadwiga Zakrzewska, polska polityk, poseł na Sejm RP
- 1951:
  - Traian Băsescu, rumuński polityk, samorządowiec, burmistrz Bukaresztu, prezydent Rumunii
  - Paweł Karpiński, polski reżyser, scenarzysta i producent filmowy
  - Wiesław Krzysztofek, polski poeta, krytyk literacki
  - Algimantas Liubinskas, litewski piłkarz, trener, działacz sportowy
  - Eugenio Torre, filipiński szachista
- 1952:
  - Fred Fish, amerykański programista komputerowy (zm. 2007)
  - Hanna Gronkiewicz-Waltz, polska prawnik, polityk, działaczka samorządowa, prezes NBP, wiceprezes EBOiR, poseł na Sejm RP, prezydent Warszawy, eurodeputowana
  - Carlos Gutierrez, amerykański przedsiębiorca, polityk pochodzenia kubańskiego
  - Jeff Lorber, amerykański klawiszowiec, kompozytor, producent muzyczny
  - Modibo Sidibé, malijski polityk, premier Mali
- 1953:
  - Ryszard Adamus, polski producent i wydawca muzyczny, działacz piłkarski (zm. 2020)
  - Adam Barteczko, polski dziennikarz sportowy (zm. 2025)
  - Derek Johnstone, szkocki piłkarz, trener
  - Stanisław Kowolik, polski samorządowiec, polityk, poseł na Sejm RP
  - Jacques Villeneuve (starszy), kanadyjski kierowca wyścigowy
- 1954:
  - Aleksandr Aksinin, rosyjski lekkoatleta, sprinter (zm. 2020)
  - Marek Nawrocki, polski matematyk
  - Marta Nováková, czeska działaczka gospodarcza, polityk
  - Hidehiko Shimizu, japoński piłkarz, trener
  - Oscar José Vélez Isaza, kolumbijski duchowny katolicki, biskup Valledupar
- 1955:
  - Tadeusz Jędrzejczak, polski polityk, samorządowiec, poseł na Sejm RP, prezydent Gorzowa Wielkopolskiego
  - Janusz Lisak, polski polityk, poseł na Sejm RP
  - Matti Vanhanen, fiński polityk, premier Finlandii
- 1956:
  - Jordan Rudess, amerykański muzyk, kompozytor, członek zespołów: Dixie Dregs, Dream Theater i Liquid Tension Experiment
  - Igor Talkow, rosyjski piosenkarz, poeta, aktor (zm. 1991)
- 1957:
  - Tony Abbott, australijski polityk, premier Australii
  - Yoshinori Ishigami, japoński piłkarz
  - Krzysztof Szyszka, polski operator filmowy
- 1958:
  - Józef Polok, polski aktor, muzyk, członek zespołu Kapela ze Śląska (zm. 2008)
  - Rodrigo Rey Rosa, gwatemalski pisarz
  - Bert Romp, holenderski jeździec sportowy (zm. 2018)
  - Dominique Voynet, francuska lekarka, polityk
- 1959:
  - César Évora, kubański aktor
  - József Fitos, węgierski piłkarz, trener (zm. 2022)
  - Ken Kirzinger, kanadyjski aktor
  - Boris Trajanow, macedoński śpiewak operowy (baryton)
- 1960:
  - Antoni Fijarczyk, polski piłkarz, sędzia piłkarski
  - Kathy Griffin, amerykańska aktorka, komik
  - Agnes Jongerius, holenderska polityk
- 1961:
  - Stanislav Griga, słowacki piłkarz, trener
  - Lars Jakobsen, duński piłkarz
  - Ralph Macchio, amerykański aktor, producent filmowy
  - Catalien Neelissen, holenderska wioślarka
  - Esa Pekonen, fiński piłkarz
  - Franco Tacchino, włoski kierowca wyścigowy
  - Nigel Worthington, północnoirlandzki piłkarz, trener
- 1962:
  - Jean-Pierre Bemba Gombo, kongijski polityk, wiceprezydent Demokratycznej Republiki Konga
  - Janusz Koryl, polski poeta, prozaik
  - Jeff Probst, amerykański reporter, prezenter i producent telewizyjny
- 1963:
  - Hennadij Awdiejenko, ukraiński lekkoatleta, skoczek wzwyż
  - Przemysław Babiarz, polski dziennikarz i komentator sportowy
  - Sławomir Dudczak, polski generał brygady
  - Horacio Elizondo, argentyński sędzia piłkarski
  - Piotr Ibrahim Kalwas, polski pisarz, dziennikarz
  - Suela Konjari, albańska aktorka
  - Sylweriusz Królak, polski prawnik, urzędnik państwowy, członek Trybunału Stanu
  - Ezequiel Paraguassu, brazylijski judoka
  - Wang Shu, chiński architekt
- 1964:
  - Wojciech Czuchnowski, polski dziennikarz, publicysta
  - Nathalie Fiat, francuska kolarka górska
  - Witold Gadowski, polski dziennikarz, publucysta, poeta, prozaik
  - Pierre-Yves Le Borgn’, francuski polityk
  - Krzysztof Lechowicz, polski duchowny katolicki, poeta
  - Yūko Mizutani, japońska seiyū, narratorka, piosenkarka (zm. 2016)
  - Sozar Subari, gruziński historyk, dziennikarz, działacz społeczny, polityk, rzecznik praw obywatelskich
- 1965:
  - Jarosław Gała, polski żużlowiec
  - Ana Paula Martins, hiszpańska farmaceutka, polityk
  - Monique Parent, amerykańska aktorka, modelka
  - Agata Rymarowicz, polska piosenkarka
  - Milind Soman, indyjski aktor, producent filmowy
  - Jeff Scott Soto, amerykański wokalista, gitarzysta, trebacz, członek zespołów: Yngwie Malmsteen, M.A.R.S, Talisman, Soul Sirkus, Journey i Trans-Siberian Orchestra
  - Wayne Static, amerykański gitarzysta, wokalista, kompozytor, autor tekstów, członek zespołu Static-X (zm. 2014)
  - Kiersten Warren, amerykańska aktorka
- 1966:
  - Goran Rađenović, serbski piłkarz wodny
  - Sergio Sendel, meksykański aktor
  - Siergiej Trofimow, rosyjski piosenkarz
  - Petra Verkaik, amerykańska modelka, aktorka pochodzenia indonezyjsko-holenderskiego
- 1967:
  - Kate Cary, brytyjska pisarka
  - David MacEachern, kanadyjski bobsleista
  - Sławomira Jezierska, polska piłkarka ręczna
  - Radosław Mroczkowski, polski piłkarz, trener
  - Wojciech Pięciak, polski dziennikarz, publicysta
  - Mino Raiola, włoski piłkarz, agent piłkarski (zm. 2022)
  - Ołena Sadownycza, ukraińska łuczniczka
  - Sławomir Siezieniewski, polski dziennikarz i prezenter telewizyjny
- 1968:
  - Gary Havelock, brytyjski żużlowiec
  - Daniel Landa, czeski muzyk, piosenkarz, aktor, kierowca rajdowy
  - Uwe Peschel, niemiecki kolarz szosowy
  - Gary Stretch, brytyjski bokser, aktor, model
- 1969:
  - Jan Apell, szwedzki tenisista
  - Diana Bianchedi, włoska florecistka, szpadzistka
  - Kathrin Boron, niemiecka wioślarka
  - Tony Burke, australijski polityk
  - Chun Byung-kwan, południowokoreański sztangista
  - Sean Combs, amerykański raper, aktor, producent muzyczny
  - Marcin Kubiak, polski lekarz, urzędnik państwowy, dyplomata
  - Thomas Luther, niemiecki szachista, trener
  - Matthew McConaughey, amerykański aktor, reżyser, scenarzysta i producent filmowy
- 1970:
  - Malena Ernman, szwedzka śpiewaczka operowa (mezzosopran)
  - Anthony Ruivivar, amerykański aktor
  - Andrij Zontach, ukraiński szachista, trener
  - Marcin Żabiełowicz, polski gitarzysta rockowy i bluesowy
- 1971:
  - Marco Büchel, liechtensteiński narciarz alpejski
  - Zbigniew Cieślar, polski kierowca i pilot rajdowy (zm. 2022)
  - Wladimer Czaczibaia, gruziński pułkownik, polityk
  - Perry Moore, amerykański pisarz, scenarzysta i producent filmowy (zm. 2011)
  - Andrew J. Noymer, amerykański astronom, biolog, socjolog
  - Roman Šimíček, czeski hokeista
  - Morlaye Soumah, gwinejski piłkarz
  - Małgorzata Werner, polska aktorka, prezenterka telewizyjna
- 1972:
  - Luís Figo, portugalski piłkarz
  - Jeffrey Kaplan, amerykański projektant gier komputerowych
  - Mariusz Kwiecień, polski śpiewak operowy (baryton)
  - Dickson Mua Panakitasi, salomoński polityk
  - Myles Pollard, australijski aktor
- 1973:
  - Eran Kolirin, izraelski reżyser i scenarzysta filmowy
  - Steven Ogg, kanadyjski aktor
  - Jason Shaw, amerykański aktor, model
  - Nicola Vizzoni, włoski lekkoatleta, młociarz
- 1974:
  - Dorota Bartnik, polska lekkoatletka, płotkarka
  - Cedric Bixler-Zavala, amerykański wokalista, autor tekstów, członek zespołu The Mars Volta
  - Zsuzsanna Borvendég, węgierska historyk, polityk, eurodeputowana
  - Pedro Caravana, portugalski judoka
  - Carlos Casartelli, argentyński piłkarz pochodzenia włoskiego
  - Gastón Etlis, argentyński tenisista
  - Jérôme Leroy, francuski piłkarz
  - Louise, brytyjska piosenkarka
  - Robert Meglič, słoweński skoczek narciarski
  - Mirai Yamamoto, japońska aktorka
- 1975:
  - Eduard Kokszarow, rosyjski piłkarz ręczny
  - Mikki Moore, amerykański koszykarz
  - Heather Tom, amerykańska aktorka
  - Lorenzen Wright, amerykański koszykarz (zm. 2010)
- 1976:
  - Daniel Bahr, niemiecki polityk
  - Dmitrij Jaroszenko, rosyjski biathlonista
  - Bruno Junqueira, brazylijski kierowca wyścigowy
  - Alexander Popp, niemiecki tenisista
  - Peter Van Houdt, belgijski piłkarz
  - Justine Waddell, amerykańska aktorka
- 1977:
  - Chen Ying, chińska strzelczyni sportowa
  - Christo Jowow, bułgarski piłkarz
  - Sławomir Krzak, polski hokeista
  - Aleksander Ptak, polski piłkarz, bramkarz
  - Ewgenija Radanowa, bułgarska łyżwiarka szybka, polityk
- 1978:
  - Jan Hamáček, czeski polityk
  - Walentina Igoszyna, rosyjska pianistka
  - Agata Polic, polska wokalistka punk rockowa
  - Adrian Put, polski duchowny katolicki, biskup pomocniczy zielonogórsko-gorzowski
  - Francesco Testi, włoski aktor
  - Miha Valič, słoweński biolog, wspinacz (zm. 2008)
- 1979:
  - Jessica Coch, meksykańska aktorka
  - Audrey Hollander, amerykańska aktorka pornograficzna
  - Joanna Marcinkowska, polska pianistka, kameralistka, pedagog
  - Sławomir Sierakowski, polski publicysta, socjolog, krytyk literacki i teatralny, wydawca, dramaturg
- 1980:
  - Marcy Faith Behrens, amerykańska aktorka
  - Ara Hakopian, ormiański piłkarz
  - Carsten Lichtlein, niemiecki piłkarz ręczny, bramkarz
  - Tammy Mahon, kanadyjska siatkarka
  - Naïma Moutchou, francuska polityk
  - Muhammad Salimin, bahrajński piłkarz
  - Sebastián Vázquez, urugwajski piłkarz
  - Dennis de Vreugt, holenderski szachista
- 1981:
  - Ibolya Mehlmann-Wieszne, węgierska piłkarka ręczna
  - Martina Strutz, niemiecka lekkoatletka, tyczkarka
  - Xu Yan, chińska judoczka
- 1982:
  - Sławomir Gadomski, polski menedżer, urzędnik państwowy
  - Wolfgang Linger, austriacki saneczkarz
  - Kamila Skolimowska, polska lekkoatletka, młociarka (zm. 2009)
  - Travis Van Winkle, amerykański aktor
- 1983:
  - Ibrahim Ałdatow, ukraiński zapaśnik
  - Jiří Bílek, czeski piłkarz
  - Katarzyna Burzyńska, polska prezenterka telewizyjna
  - Melanie Kok, kanadyjska wioślarka
  - Joanna Piwowarska, polska lekkoatletka, tyczkarka
- 1984:
  - Dustin Brown, amerykański hokeista
  - Courtney Thompson, amerykańska siatkarka
  - Ayila Yussuf, nigeryjski piłkarz
  - Aleksandra Żelichowska, polska łyżwiarka figurowa
- 1985:
  - John Hastings, australijski krykiecista
  - Marcell Jansen, niemiecki piłkarz
  - Miki Miyamura, japońska tenisistka
- 1986:
  - Jevgeņijs Borodavko, łotewski judoka
  - Alsény Camara, gwinejski piłkarz
  - Kristin Cast, amerykańska pisarka
  - Alexz Johnson, kanadyjska aktorka, piosenkarka
  - Daniele Cristine Marcelo de Oliveira, brazylijska siatkarka
  - Szymon Pawłowski, polski piłkarz
- 1987:
  - Jermaine Beal, amerykański koszykarz
  - Andrzej Fonfara, polski bokser
  - Artur Jędrzejczyk, polski piłkarz
  - Natalija Łupu, ukraińska lekkoatletka, biegaczka średniodystansowa pochodzenia rumuńskiego
  - Nemanja Pejčinović, serbski piłkarz
  - T.O.P, południowokoreański raper, piosenkarz, autor tekstów, producent muzyczny
- 1988:
  - Prince Oniangué, kongijski piłkarz
  - Aleksandra Packiewicz, rosyjska pływaczka synchroniczna
  - Christian Ramos, peruwiański piłkarz
- 1989:
  - Sa’id Abdewali, irański zapaśnik
  - Axel Bachmann Schiavo, paragwajski szachista
  - Emese Barka, węgierska zapaśniczka
  - Lewis Bridger, angielski żużlowiec
  - Anton Gaddefors, szwedzki koszykarz
  - Karol Gruszecki, polski koszykarz
  - Krystian Paczków, polski zapaśnik, sumita
  - Enner Valencia, ekwadorski piłkarz
  - Damian Warner, kanadyjski lekkoatleta, wieloboista
  - Chris Wright, amerykański koszykarz
- 1990:
  - Jean-Luc Bilodeau, kanadyjski aktor
  - Rachele Bruni, włoska pływaczka długodystansowa
  - Carolina Castillo, kolumbijska zapaśniczka
  - Jegor Dugin, rosyjski hokeista
  - Wesley Kreder, holenderski kolarz szosowy i torowy
  - Jura Levy, jamajska lekkoatletka, sprinterka
  - Lixy Rodríguez, kostarykańska piłkarka
  - Virginijus Sinkevičius, litewski ekonomista, polityk, eurokomisarz
- 1991:
  - Səlahət Ağayev, azerski piłkarz, bramkarz
  - Olta Boka, albańska piosenkarka
  - Adriana Chechik, amerykańska aktorka pornograficzna
  - Lesley Kerkhove, holenderska tenisistka
  - Edson Rivera, meksykański piłkarz
  - Kathleen Slay, amerykańska siatkarka
- 1992:
  - Peter Alexis, amerykański koszykarz
  - Cican Stankovic, austriacki piłkarz, bramkarz pochodzenia serbskiego
  - Luca Tosi, sanmaryński piłkarz pochodzenia włoskiego
  - Chloe Wells, amerykańska koszykarka
- 1993:
  - Tiffany Giardina, amerykańska piosenkarka, autorka tekstów pochodzenia włoskiego
  - Elisabeth Seitz, niemiecka gimnastyczka
- 1994:
  - Trevon Bluiett, amerykański koszykarz
  - Pablo Ganet, piłkarz z Gwinei Równikowej
  - Ewelina Janicka, polska siatkarka
  - Andrea Lázaro García, hiszpańska tenisistka
  - Andžejs Ļebedevs, łotewski żużlowiec
  - Bruno Varela, portugalski piłkarz, bramkarz
- 1995:
  - Antoine Hoang, francuski tenisista pochodzenia wietnamskiego
  - Gulmarał Jerkiebajewa, kazachska zapaśniczka
  - James Knox, brytyjski kolarz szosowy
  - Hubert Matynia, polski piłkarz
  - Jegor Sorokin, rosyjski piłkarz
- 1996:
  - Adelén, norweska piosenkarka
  - Thea Gudenkauf, szwajcarska siatkarka
  - Kaitlin Hawayek, amerykańska łyżwiarka figurowa
  - Arkadiusz Ossowski, polski piłkarz ręczny
  - Eric Paschall, amerykański koszykarz
- 1997:
  - Víctor Dávila, chilijski piłkarz
  - Adrijana Krasniqi, szwedzka piosenkarka, autorka tekstów pochodzenia albańsko-macedońskiego
  - Adam Wąsowski, polski piłkarz ręczny
- 1998:
  - Cedric Badolo, burkiński piłkarz
  - Darcy Rose Byrnes, amerykańska aktorka
  - Achraf Hakimi, marokański piłkarz
  - Magdalena Welc, polska piosenkarka
- 1999:
  - Polina Komar, rosyjska pływaczka synchroniczna
  - Maciej Kowalewicz, polski strzelec sportowy
  - Daniele Lavia, włoski siatkarz
  - Ben Wilmot, angielski piłkarz
- 2000:
  - Tyrese Maxey, amerykański koszykarz
  - Jalen Wilson, amerykański koszykarz
- 2001:
  - Maksim Muchin, rosyjski piłkarz
  - Gagik Snjoyan, francuski zapaśnik pochodzenia ormiańskiego
- 2002:
  - Pluuto, estoński piosenkarz, raper, autor tekstów, producent muzyczny
  - Kacper Tobiasz, polski piłkarz, bramkarz
- 2003 – Dexter Lembikisa, jamajski piłkarz
- 2004 – Nikodem Pochopień, polski lekkoatleta, tyczkarz
- 2005 – Lorenzo Sciahbasi, włoski tenisista
- 2007 – Nikolaus Humml, austriacki skoczek narciarski

## Zmarli
- 604 – Yohl Ik’nal, majańska królowa miasta Palenque (ur. ?)
- 1025 – Matylda Saksońska, hrabina palatynowa Lotaryngii (ur. 980)
- 1035 – Jaromir Przemyślida, książę Czech (ur. ?)
- 1157 – Mafalda Sabaudzka, pierwsza królowa Portugalii (ur. 1125)
- 1203 – Dirk VII, hrabia Holandii (ur. ?)
- 1212 – Feliks de Valois, francuski trynitarz, święty (ur. 1127)
- 1242 – Helena Enselmini, włoska klaryska, błogosławiona (ur. 1208)
- 1252 – Jan z Wildeshausen, niemiecki dominikanin, generał zakonu (ur. ok. 1180)
- 1292 – (lub 1293) Eufrozyna Opolska, księżna kujawska i pomorska (ur. ok. 1229)
- 1360 – Elizabeth de Clare, angielska arystokratka (ur. 1295)
- 1485 – Franciszka Amboise, księżna Bretanii, błogosławiona (ur. 1427)
- 1511 – Francisco de Borja, hiszpański duchowny katolicki, arcybiskup Cosenzy, kardynał (ur. 1441)
- 1541 – Wolfgang Capito, niemiecki reformator religijny (ur. 1478)
- 1549 – Bartolomeo Guidiccioni, włoski duchowny katolicki, biskup Lukki, kardynał (ur. 1470)
- 1567 – Giorolamo Priuli, doża Wenecji (ur. 1486)
- 1579 – Wacław III Adam, książę cieszyński (ur. 1524)
- 1647 – Adam Opatowczyk, polski duchowny katolicki, rektor Akademii Krakowskiej (ur. 1574)
- 1652 – Jean-Charles della Faille, flamandzki jezuita, matematyk (ur. 1597)
- 1672:
  - Ludwik Franciszek Burbon, francuski książę (ur. 1672)
  - Lucas van Uden, flamandzki malarz (ur. 1595)
- 1685:
  - Girolamo Grimaldi-Cavalleroni, włoski duchowny katolicki, arcybiskup Aix, kardynał (ur. 1597)
  - Albert Zygmunt Wittelsbach, książę bawarski, biskup Fryzyngi i Ratyzbony (ur. 1623)
- 1698 – Rasmus Bartholin, duński lekarz (ur. 1625)
- 1702 – John Benbow, angielski admirał (ur. 1653)
- 1704 – Andreas Acoluthus, niemiecki orientalista, lingwista (ur. 1654)
- 1728 – Stanisław Mateusz Rzewuski, polski szlachcic, hetman polny koronny, hetman wielki koronny, wojewoda bełski i podlaski (ur. 1662)
- 1743 – Matej Kornel Hell, słowacki inżynier górniczy, konstruktor, wynalazca (ur. 1653)
- 1753 – Johann Nikolaus Bach, niemiecki kompozytor (ur. 1669)
- 1781:
  - Faustina Bordoni, włoska śpiewaczka operowa (mezzosopran) (ur. 1697)
  - Johann Nikolaus Götz, niemiecki poeta (ur. 1721)
- 1792 – Michaił Czułkow, rosyjski pisarz (ur. 1743)
- 1794:
  - Jan Bakałowicz, polski inżynier wojskowy, kartograf (ur. 1740)
  - Paweł Grabowski, polski generał, starosta wołkowyski (ur. 1759)
  - Jakub Jasiński, polski generał, polityk, poeta, inżynier (ur. 1761)
  - Tadeusz Korsak, polski generał (ur. 1741)
  - Andrzej Wielowiejski, polski pułkownik (ur. 1746)
- 1797 – Tomasz Truskolaski, polski aktor, dyrektor teatru (ur. 1750)
- 1799 – Josiah Tucker, brytyjski ekonomista, pisarz polityczny (ur. 1711)
- 1812 – Maciej Topolski, polski malarz (ur. 1767)
- 1832 – Bernhard Friedrich Thibaut, niemiecki matematyk, wykładowca akademicki (ur. 1775)
- 1842 – Wasilij Karazin, ukraiński naukowiec, wynalazca, reformator, działacz społeczny (ur. 1873)
- 1847:
  - Felix Mendelssohn-Bartholdy, niemiecki kompozytor pochodzenia żydowskiego (ur. 1809)
  - Stanisław Poniński, polski ziemianin, pułkownik, polityk (ur. 1781)
- 1849 – Franciszek Zatorski, polski poeta (ur. 1800)
- 1850 – Gustav Schwab, niemiecki pisarz, pastor, publicysta (ur. 1792)
- 1856 – Paul Delaroche, francuski malarz (ur. 1797)
- 1863 – Paweł Ganier d’Aubin, francuski oficer, ochotnik w powstaniu styczniowym (ur. ?)
- 1869 – George Peabody, amerykański przedsiębiorca, filantrop (ur. 1795)
- 1873 – Ivan Padovec, chorwacki kompozytor, gitarzysta (ur. 1800)
- 1876 – Teresa Manganiello, włoska błogosławiona (ur. 1849)
- 1884 – Jan Maciej Hipolit Szwarce, polski przedsiębiorca, malarz pochodzenia niemieckiego (ur. 1811)
- 1886 – Alojzy Alth, polski geolog, paleontolog, prawnik (ur. 1819)
- 1889 – Tytus Chałubiński, polski lekarz, patolog, przyrodnik, filozof medycyny, popularyzator Zakopanego, filantrop (ur. 1820)
- 1890 – Kazimierz Julian Kratzer, polski kompozytor (ur. 1844)
- 1891 – Francisco Gomes de Amorim, portugalski poeta, dramaturg (ur. 1827)
- 1892 – Florimond Ronger, francuski kompozytor (ur. 1825)
- 1893:
  - Richard Roepell, niemiecki historyk (ur. 1808 lub 09)
  - Pierre Tirard, francuski polityk, premier Francji (ur. 1827)
- 1897:
  - Gian Paolo Borghetti, korsykański poeta, prozaik, polityk (ur. 1816)
  - Augustin Weltzel, niemiecki duchowny katolicki, historyk (ur. 1817)
- 1904 – Gaston Serpette, francuski kompozytor (ur. 1846)
- 1905 – Henry Douglas-Scott-Montagu, brytyjski arystokrata, polityk (ur. 1832)
- 1906:
  - Ernst Förstemann, niemiecki historyk, językoznawca, bibliotekarz, archeolog (ur. 1822)
  - Grzegorz (Zafirow), bułgarski biskup prawosławny (ur. 1853)
- 1908:
  - Tomás Estrada Palma, kubański działacz niepodległościowy, polityk, prezydent Kuby (ur. 1832)
  - Richard Gerstl, austriacki malarz pochodzenia żydowskiego (ur. 1883)
- 1915:
  - Jan Domaszewski, polski prawnik (ur. 1848)
  - Flawian (Gorodiecki), rosyjski biskup prawosławny (ur. 1840)
- 1918:
  - Gustaw Bikeles, polski neurolog, neurofizjolog, wykładowca akademicki pochodzenia żydowskiego (ur. 1861)
  - Władysław Kolbuszowski, polski podchorąży (ur. 1896)
  - Józef Kurdyban, polski podporucznik (ur. 1896)
  - Jan Opieliński, polski porucznik (ur. 1882)
  - Wilfred Owen, brytyjski poeta (ur. 1893)
  - Franz Nölken, niemiecki malarz (ur. 1884)
  - James Jackson Putnam, amerykański neurolog, psychiatra, psychoanalityk (ur. 1846)
  - Andrew Dickson White, amerykański historyk, wykładowca akademicki, dyplomata (ur. 1832)
- 1919:
  - Carl Moeli, niemiecki psychiatra, neurolog, wykładowca akademicki (ur. 1849)
  - Sofija Tołstoj, rosyjska pisarka, biografka (ur. 1844)
- 1920:
  - Stanisław Antoni Chaniewski, polski hodowca, wykładowca akademicki, polityk, poseł na Sejm Ustawodawczy (ur. 1859)
  - Petr Cingr, czeski dziennikarz, polityk (ur. 1850)
  - Gustav Wilhelm Ludwig von Struve, rosyjski matematyk, astronom, wykładowca akademicki pochodzenia bałtycko-niemieckiego (ur. 1858)
- 1921:
  - Takashi Hara, japoński polityk, premier Japonii (ur. 1856)
  - Gustaw Oscar Montelius, szwedzki przyrodnik, archeolog, wykładowca akademicki (ur. 1843)
- 1922 – Hermann Gutzmann, niemiecki lekarz, pionier foniatrii (ur. 1865)
- 1923:
  - Frans De Haes, belgijski sztangista (ur. 1899)
  - Jadwiga Zamoyska, polska działaczka społeczna, pedagog, Służebnica Boża (ur. 1831)
  - Ernst Ziller, niemiecki architekt, wykładowca akademicki (ur. 1837)
- 1924 – Gabriel Fauré, francuski kompozytor, organista (ur. 1845)
- 1929:
  - Siegfried Laboschin, niemiecki malarz, rysownik, krytyk sztuki pochodzenia żydowskiego (ur. 1868)
  - Joseph Smit, holenderski rysownik zoologiczny (ur. 1836)
- 1930 – Yoshifuru Akiyama, japoński generał (ur. 1859)
- 1931:
  - Buddy Bolden, amerykański muzyk jazzowy (ur. 1877)
  - Artur Oppman, polski poeta, publicysta, redaktor, varsavianista (ur. 1867)
- 1932:
  - Belle Bennett, amerykańska aktorka (ur. 1891)
  - Howard Blackburn, amerykański rybak, żeglarz, przedsiębiorca pochodzenia kanadyjskiego (ur. 1859)
  - Salomon Reinach, francuski archeolog, historyk starożytności, wykładowca akademicki pochodzenia niemiecko-żydowskiego (ur. 1858)
- 1933:
  - Władysław Gruberski, polski rzeźbiarz, medalier (ur. 1873)
  - Jan Karbowski, polski inżynier, architekt (ur. 1870)
- 1935:
  - Stanisław Garlicki, polski chemik, matematyk, wykładowca akademicki, działacz socjalistyczny (ur. 1875)
  - Bernard Loder, holenderski prawnik, adwokat, pierwszy prezes Stałego Trybunału Sprawiedliwości Międzynarodowej (ur. 1849)
- 1936:
  - Arkadij Alski, radziecki polityk pochodzenia żydowskiego (ur. 1892)
  - Jack McAuliffe, irlandzki bokser (ur. 1866)
  - Innokientij Stukow, radziecki polityk (ur. 1887)
  - María del Carmen Viel Ferrando, hiszpańska działaczka Akcji Katolickiej, męczennica, błogosławiona (ur. 1893)
- 1937:
  - Alfred Walter Campbell, australijski neurolog, patolog (ur. 1868)
  - Władimir Ładarija, radziecki polityk (ur. 1900)
  - Alaksandr Walkowicz, białoruski polityk (ur. 1892)
- 1939:
  - John Noel, amerykański strzelec sportowy (ur. 1888)
  - Hugh Sinclair, brytyjski admirał, dyrektor MI6 (ur. 1873)
  - Charles Tournemire, francuski kompozytor, organista (ur. 1870)
  - Elżbieta Zahorska, polska studentka (ur. 1915)
  - Zdzisław Żmigryder-Konopka, polski historyk, wykładowca akademicki, polityk, senator RP (ur. 1897)
- 1940:
  - Mieczysław Mączyński, polski inżynier leśnik (ur. 1882)
  - Arthur Henry Rostron, brytyjski oficer żeglugi (ur. 1869)
- 1941:
  - Artur Kronthal, niemiecki historyk, przemysłowiec pochodzenia żydowskiego (ur. 1859)
  - Antonina Pietrowa, radziecka partyzantka (ur. 1915)
- 1942:
  - Voldemaras Čarneckis, litewski polityk, dyplomata (ur. 1893)
  - Pranas Dovydaitis, litewski filozof, wykładowca akademicki, dziennikarz, polityk, premier Litwy (ur. 1886)
  - Jurgis Kubilius, litewski wojskowy, polityk (ur. 1890)
- 1943:
  - Izrael Fajwiszys, polski dyrygent pochodzenia żydowskiego (ur. 1887)
  - Janina Kossak-Pełeńska, polska poetka, pisarka, dziennikarka, aktorka, działaczka społeczna (ur. 1875)
  - Vincenzo Lapuma, włoski kardynał, wysoki urzędnik Kurii Rzymskiej (ur. 1874)
  - Ajzyk Samberg, polski aktor, reżyser filmowy pochodzenia żydowskiego (ur. 1899)
- 1944:
  - Władysław Brzeziński, polski major AK (ur. 1894)
  - John Dill, brytyjski marszałek polny (ur. 1881)
  - Endre Kabos, węgierski szablista, florecista (ur. 1906)
  - Garusz Konstantinow, radziecki starszy sierżant (ur. 1921)
  - Bronisław Lewkowicz, polski major obserwator, oficer AK, cichociemny (ur. 1913)
- 1945 – George Ritchey, amerykański optyk, astronom, konstruktor (ur. 1864)
- 1946:
  - Siemion Byczkow, radziecki pilot wojskowy, kolaborant (ur. 1918)
  - Rüdiger von der Goltz, niemiecki hrabia, generał (ur. 1865)
  - Ferenc Szombathelyi, węgierski generał pułkownik (ur. 1887)
- 1947:
  - Alexandru C. Cuza, rumuński ekonomista, prawnik, wykładowca akademicki, polityk nacjonalistyczny (ur. 1857)
  - Arthur Stanley, brytyjski polityk (ur. 1869)
- 1948:
  - Albert Stanley, brytyjski arystokrata, polityk (ur. 1874)
  - Helena Zboińska, polska śpiewaczka operowa (sopran), pedagog (ur. 1877)
  - Sanford Myron Zeller, amerykański mykolog, wykładowca akademicki (ur. 1885)
- 1950:
  - Szczepan Andrzejewski, polski malarz (ur. 1892)
  - Thomas Brown, amerykański strzelec sportowy (ur. 1885)
  - Theodor Duesterberg, niemiecki polityk (ur. 1875)
  - Karl Friedrich Steinberg, niemiecki funkcjonariusz i zbrodniarz nazistowski (ur. 1897)
- 1951 – Ernesto Ambrosini, włoski lekkoatleta, średnio- i długodystansowiec (ur. 1894)
- 1952:
  - Sándor Pósta, węgierski szablista, florecista (ur. 1888)
  - Oskar Eberhard Ulbrich, niemiecki botanik, mykolog, wykładowca akademicki (ur. 1879)
- 1953:
  - André Auffray, francuski kolarz torowy (ur. 1884)
  - Benjamín Delgado, argentyński piłkarz (ur. 1897)
  - Eugene Allen Gilmore, amerykański prawnik, wykładowca akademicki, polityk (ur. 1871)
  - Robert Protin, belgijski kolarz szosowy i torowy (ur. 1872)
- 1954 – Hanna Solf, niemiecka działaczka antynazistowska (ur. 1887)
- 1955:
  - Andrzej Wyrzykowski, polski duchowny katolicki, bibliotekarz (ur. 1879)
  - Cy Young, amerykański baseballista (ur. 1867)
- 1956:
  - Halvor Hansson, norweski generał major (ur. 1886)
  - Miloje Vasić, serbski archeolog, historyk i krytyk sztuki, wykładowca akademicki (ur. 1869)
- 1957:
  - Joseph Canteloube, francuski kompozytor, pianista, etnograf muzyczny (ur. 1879)
  - Shoghi Effendi, ostatni strażnik wiary baha’i (ur. 1897)
- 1958 – Gilbert Walker, brytyjski matematyk, meteorolog (ur. 1868)
- 1959 – Władysław Walter, polski aktor, śpiewak (ur. 1887)
- 1960 – Raïssa Maritain, francuska poetka, mistyczka pochodzenia rosyjskiego (ur. 1883)
- 1961 – Szczęsny Dettloff, polski duchowny katolicki, historyk sztuki, wykładowca akademicki (ur. 1878)
- 1962:
  - Nestor (Anisimow), rosyjski biskup prawosławny (ur. 1884)
  - Franciszek Pająk, polski major piechoty (ur. 1896)
- 1963:
  - Joe Gordon, amerykański trębacz i kompozytor jazzowy (ur. 1928)
  - Klaus Schröter, niemiecka ofiara muru berlińskiego (ur. 1940)
- 1964:
  - Jan Kwapiński, polski polityk, poseł na Sejm RP, prezydent Łodzi, wicepremier rządu RP na uchodźstwie (ur. 1885)
  - Sándor Prokopp, węgierski strzelec sportowy (ur. 1887)
  - Kazimierz Wiśniowski, polski generał brygady (ur. 1896)
- 1965:
  - Nikołaj Czukowski, rosyjski prozaik, poeta, tłumacz (ur. 1904)
  - Józef Parczyński, polski podpułkownik piechoty (ur. 1897)
- 1966:
  - Ja’akow Kliwnow, izraelski polityk (ur. 1887)
  - Ksawery Święcicki, polski pułkownik kawalerii (ur. 1895)
- 1968:
  - Horace Gould, brytyjski kierowca wyścigowy (ur. 1918)
  - Michel Kikoïne, białorusko-francuski malarz pochodzenia żydowskiego (ur. 1892)
  - Roman Zaleski, polski porucznik pilot (ur. 1892)
- 1969 – Carlos Marighella, brazylijski rewolucjonista, marksista, pisarz (ur. 1911)
- 1970:
  - Ołeksij Berest, radziecki lejtnant (ur. 1921)
  - Tadeusz Jachimek, polski podpułkownik (ur. 1911)
  - Witold Jeszke, polski prawnik, polityk, poseł na Sejm RP (ur. 1891)
  - Friedrich Kellner, niemiecki polityk, pamiętnikarz (ur. 1885)
  - Roman Kozak, polski profesor nauk technicznych (ur. 1907)
  - Boris Smysłow, rosyjski piłkarz, trener (ur. 1917)
- 1971 – Jacob Onsrud, norweski strzelec sportowy (ur. 1882)
- 1972:
  - Rudolf Krajewski, polski inżynier, porucznik piechoty (ur. 1899)
  - Frederico Paredes, portugalski szpadzista (ur. 1889)
  - Harry Alexander Rigby, australijski pilot wojskowy, as myśliwski (ur. 1896)
  - Piotr Szafranow, radziecki generał pułkownik, polityk (ur. 1901)
- 1973:
  - Haim Ginott, izraelski psycholog, pedagog (ur. 1922)
  - Wsiewołod Koczetow, rosyjski pisarz (ur. 1912)
  - Karl Heinrich Waggerl, austriacki pisarz (ur. 1897)
- 1974 – Bertram Patenaude, amerykański piłkarz (ur. 1909)
- 1975:
  - Władysław Bogusz, polski fizyk, wykładowca akademicki (ur. 1916)
  - František Dvorník, czeski duchowny katolicki, historyk, bizantynolog, wykładowca akademicki (ur. 1893)
  - Tivadar Kanizsa, węgierski piłkarz wodny, pływak (ur. 1933)
  - Irena Kazik-Zawadzka, polska filolog klasyczna, językoznawczyni, wykładowczyni akademicka (ur. 1920)
- 1976:
  - Theodor Detmers, niemiecki komandor (ur. 1902)
  - Zygmunt Szatkowski, polski major, literat (ur. 1896)
  - Toni Ulmen, niemiecki kierowca wyścigowy (ur. 1906)
- 1977 – Ołeh Sztul, ukraiński nacjonalistyczny działacz polityczny i wojskowy (ur. 1917)
- 1978 – Zofia Rosenblum-Szymańska, polska pediatra, psychiatra pochodzenia żydowskiego (ur. 1888)
- 1979:
  - Edmund Malinowski, polski botanik, genetyk, wykładowca akademicki (ur. 1885)
  - Helena Nieć, polska botanik, wykładowczyni akademicka (ur. 1894)
- 1980:
  - Kenneth Blackburne, jamajski polityk, gubernator generalny (ur. 1907)
  - Charles Borah, amerykański lekkoatleta, sprinter (ur. 1906)
  - Stefan Golędzinowski, polski major broni pancernych (ur. 1903)
  - Zygmunt Stefański, polski rotmistrz (ur. 1902)
  - Józef Wawrzyniak, polski podporucznik (ur. 1910)
- 1981:
  - Andrzej Jórczak, polski fotografik, kurator sztuki (ur. 1944)
  - Władimir Szczerbakow, radziecki generał porucznik, polityk (ur. 1901)
  - Przemysław Zwoliński, polski językoznawca, slawista, wykładowca akademicki (ur. 1914)
- 1982:
  - Dominique Dunne, amerykańska aktorka (ur. 1959)
  - Stephen Roskill, brytyjski oficer Royal Navy, historyk (ur. 1903)
  - Adalbert Schnee, niemiecki komandor podporucznik, dowódca okrętów podwodnych (ur. 1913)
  - Jacques Tati, francuski aktor, reżyser i scenarzysta filmowy (ur. 1907)
- 1983 – George Herzog, amerykański etnomuzykolog, wykładowca akademicki pochodzenia węgierskiego (ur. 1901)
- 1984:
  - Botir Boboyev, radziecki pułkownik (ur. 1914)
  - Tadeusz Dziekan, polski generał brygady (ur. 1925)
  - Wasyl Fedoronczuk, ukraiński dziennikarz, publicysta, polityk nacjonalistyczny, premier rządu Ukraińskiej Republiki Ludowej na emigracji (ur. 1915)
  - Władimir Łobanok, radziecki pułkownik, dowódca partyzancki (ur. 1907)
  - Karl Erich Weyrauch, niemiecki funkcjonariusz i zbrodniarz nazistowski (ur. 1911)
- 1985:
  - Dragoljub Aleksić, jugosłowiański akrobata, aktor, reżyser, scenarzysta i producent filmowy (ur. 1910)
  - John Axel Nannfeldt, szwedzki botanik, mykolog (ur. 1904)
- 1986:
  - Abd Allah al-Jafi, libański polityk, premier Libanu (ur. 1901)
  - Meliton (Sołowjow), rosyjski biskup prawosławny (ur. 1897)
- 1987 – Michaił Cariow, rosyjski aktor (ur. 1903)
- 1988 – Leszek Kostecki, polski malarz, grafik (ur. 1934)
- 1989 – Bohumil Váňa, czeski tenisista stołowy (ur. 1920)
- 1990:
  - David Stirling, szkocki pułkownik, posiadacz ziemski (ur. 1915)
  - Szalom-Awraham Szaki, izraelski polityk (ur. 1906)
  - Franciszek Szlachcic, polski generał MO, polityk, minister spraw wewnętrznych, członek Rady Państwa, wicepremier (ur. 1920)
- 1991 – Filipp Gierasimow, radziecki starszy porucznik marynarki (ur. 1921)
- 1992:
  - Claude Aveline, francuski prozaik, poeta, malarz, działacz ruchu oporu (ur. 1901)
  - Ludwik Benoit, polski aktor (ur. 1920)
  - Kazimierz Smogorzewski, polski dziennikarz, publicysta (ur. 1896)
  - Esko Töyri, fiński operator i reżyser filmowy (ur. 1915)
- 1994:
  - Kazimierz Dziewoński, polski architekt, urbanista (ur. 1910)
  - Sam Francis, amerykański malarz (ur. 1923)
  - Ermes Muccinelli, włoski piłkarz (ur. 1927)
- 1995:
  - Gilles Deleuze, francuski filozof, wykładowca akademicki (ur. 1925)
  - Paul Eddington, brytyjski aktor (ur. 1927)
  - Prawitz Öberg, szwedzki piłkarz, trener (ur. 1930)
  - Icchak Rabin, izraelski dowódca wojskowy, polityk, premier Izraela, laureat Pokojowej Nagrody Nobla (ur. 1922)
  - Morris Schwartz, amerykański socjolog, wykładowca akademicki, pisarz pochodzenia żydowskiego (ur. 1916)
- 1996:
  - Stiepan Jabłokow-Chnzorian, ormiańsko-rosyjski entomolog, koleopterolog (ur. 1904)
  - Konstantin Łoktiew, rosyjski hokeista, trener (ur. 1933)
  - Kjetil Mårdalen, norweski dwuboista klasyczny (ur. 1925)
  - Gottlieb Weber, szwajcarski kolarz szosowy (ur. 1910)
- 1997 – Roger Loewig, niemiecki malarz, grafik, pisarz (ur. 1930)
- 1999:
  - Jerzy Kleyny, polski dziennikarz, scenarzysta telewizyjny, satyryk, autor tekstów piosenek (ur. 1927)
  - Stanislav Rázl, czeski polityk, premier Czeskiej Republiki Socjalistycznej (ur. 1920)
- 2001:
  - Sławomir Karpowicz, polski malarz, wykładowca akademicki (ur. 1952)
  - Stanisław Kohlmünzer, polski farmakolog, wykładowca akademicki (ur. 1919)
- 2002 – Antonio Margheriti, włoski reżyser filmowy (ur. 1930)
- 2003 – Pitirim (Nieczajew), rosyjski biskup prawosławny (ur. 1926)
- 2006 – Gerhard Ludwig Goebel, niemiecki duchowny katolicki, biskup i wikariusz apostolski prałatury terytorialnej Tromsø (ur. 1933)
- 2007 – Gunnar Samuelsson, szwedzki biegacz narciarski (ur. 1927)
- 2008:
  - Lennart Bergelin, szwedzki tenisista (ur. 1925)
  - Michael Crichton, amerykański pisarz, reżyser, scenarzysta i producent filmowy (ur. 1942)
- 2009:
  - Iwan Biakow, rosyjski biathlonista (ur. 1944)
  - Hubertus Brandenburg, niemiecki duchowny katolicki, biskup ordynariusz sztokholmski (ur. 1923)
  - Stanisław Flanek, polski piłkarz (ur. 1919)
  - Roman Moravec, słowacki lekkoatleta, skoczek wzwyż (ur. 1950)
- 2010:
  - Sparky Anderson, amerykański baseballista (ur. 1934)
  - Antoine Duquesne, belgijski prawnik, polityk (ur. 1941)
  - Viola Fischerová, czeska poetka, pisarka, tłumaczka (ur. 1935)
  - Lubow Koczetowa, rosyjska kolarka torowa i szosowa (ur. 1929)
- 2011:
  - Norman F. Ramsey, amerykański fizyk, laureat Nagrody Nobla (ur. 1915)
  - Tadeusz Walasek, polski bokser (ur. 1936)
  - Sarah Watt, australijska reżyserka filmowa (ur. 1958)
- 2013:
  - Håkon Barfod, norweski żeglarz sportowy (ur. 1926)
  - Leon Miękina, polski poeta, publicysta (ur. 1930)
- 2014:
  - Eutymiusz (Luca), rumuński biskup prawosławny (ur. 1914)
  - Jerzy Tomaszewski, polski historyk, politolog (ur. 1930)
- 2015:
  - Piotr Krystian Domaradzki, polski prozaik, eseista, dziennikarz, działacz polonijny (ur. 1946)
  - René Girard, francuski historyk, krytyk literacki, antropolog filozoficzny (ur. 1923)
  - Veikko Heinonen, fiński skoczek narciarski (ur. 1934)
  - Jerzy Sadek, polski piłkarz (ur. 1942)
- 2016:
  - Edward Olszewski, polski historyk (ur. 1942)
  - Jean-Jacques Perrey, francuski kompozytor muzyki elektronicznej (ur. 1929)
  - Janusz Stefański, polski perkusista jazzowy, kompozytor (ur. 1946)
  - Charles Stein, amerykański statystyk (ur. 1920)
- 2018:
  - Karl-Heinz Adler, niemiecki malarz, rzeźbiarz, grafik (ur. 1927)
  - Tadeusz Kisielewski, polski politolog (ur. 1950)
  - Mustafa Madih, marokański trener piłkarski (ur. 1956)
  - Andrzej Mitan, polski artysta interdyscyplinarny i konceptualny, wokalista, kompozytor, performer, artysta wizualny (ur. 1950)
  - John Njenga, kenijski duchowny katolicki, arcybiskup Mombasy (ur. 1928)
  - Serhij Tkacz, ukraiński seryjny morderca (ur. 1952)
- 2019:
  - Vaughn Benjamin, amerykański wokalista roots reggae (ur. 1969)
  - Gay Byrne, irlandzki prezenter radiowy i telewizyjny (ur. 1934)
  - Jacques Dupont, francuski kolarz szosowy i torowy (ur. 1928)
- 2020:
  - Stanisław Fijałkowski, polski malarz, grafik (ur. 1922)
  - Ken Hensley, brytyjski muzyk, gitarzysta, multiinstrumentalista, członek zespołu Uriah Heep (ur. 1945)
  - Abdul Rashid, pakistański hokeista na trawie (ur. 1947)
  - Jan Vrba, czeski inżynier, menadżer, polityk, minister przemysłu (ur. 1936)
- 2021:
  - Adrianna Babik, polska biathlonistka (ur. 1979)
  - Sławomir Bubicz, polski jogin, tłumacz (ur. 1957)
  - Jacek Rządkowski, polski organista, kompozytor, teolog, taternik, społecznik (ur. 1967)
- 2022:
  - Dave Butz, amerykański futbolista (ur. 1950)
  - François Colímon, haitański duchowny katolicki, biskup Port-de-Paix (ur. 1934)
  - Daniel Henriques, portugalski duchowny katolicki, biskup pomocniczy patriarchatu Lizbony (ur. 1966)
  - Igor Sypniewski, polski piłkarz (ur. 1974)
  - Alfredo Zecca, argentyński duchowny katolicki, arcybiskup Tucumán (ur. 1949)
- 2023:
  - Mieczysław Szalecki, polski pediatra, endokrynolog, diabetolog, wykładowca akademicki (ur. 1954)
  - Aleksandra Tymieniecka, polska historyk ruchu robotniczego, wykładowczyni akademicka (ur. 1930)
- 2024:
  - Julian Bartosz, polski dziennikarz, historyk (ur. 1934)
  - Kicki Håkansson, szwedzka modelka, zdobywczyni tytułu Miss World (ur. 1929)
  - Henryk Kocój, polski historyk (ur. 1931)
  - Andrzej Krzesiński, polski lekkoatleta, tyczkarz (ur. 1927)
  - Zbigniew Krzyżanowski, polski trener siatkarski (ur. 1953)
  - Renato Serio, włoski kompozytor, dyrygent, aranżer (ur. 1946)
  - Benedykt Suchecki, polski nauczyciel, polityk, poseł na Sejm RP (ur. 1945)